# Diferenciação ígnea

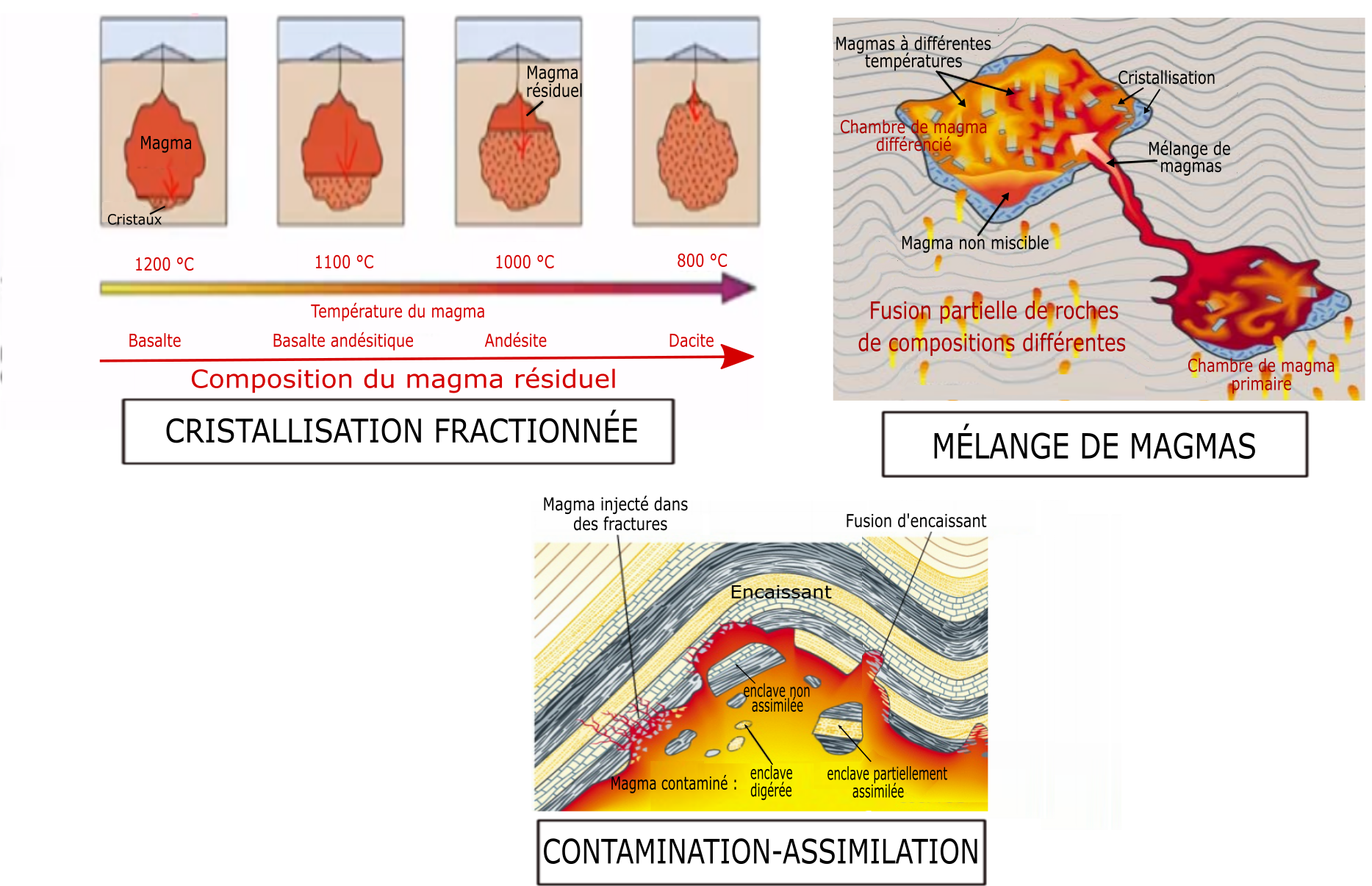
Mecanismos de diferenciação ígnea.

Diferenciação ígnea ou diferenciação magmática é a designação dada em ciências da terra ao conjunto de processos que alteram a composição química dos magmas e suas rochas derivadas. As três principais formas de mudar a composição de um magma, ou seja induzir diferenciação na sua composição, é mediante cristalização fraccionada, contaminação (ou asimilação) cortical e mistura de magmas distintos. Também se postularam outros processos de diferenciação magmática como a separação de fases líquidas.